# 高嶋正彦
高嶋 正彦（たかしま まさひこ、1921年〈大正10年〉8月9日 - 2004年〈平成16年〉7月8日）は、日本の農学者・経済学者。専門は農業経済学。農学博士（北海道大学）。北海道大学名誉教授、元釧路公立大学学長。北海道出身。指導教授は松田武雄。門下生に出村克彦。

## 略歴
- 1944年（昭和19年） 北海道帝国大学農学部農業経済学科卒業
- 北海道庁勤務などを経て、1947年（昭和22年）1月北海道帝国大学農学部助手。
- 1950年（昭和25年） 北海道大学農学部助教授
- 1962年（昭和37年）北海道大学　農学博士。論文の題は「農業財政投資効果論」[4]。
- 1966年（昭和41年） 同農学部教授として農政学講座担当
- 1977年（昭和52年） 北海道大学附属図書館長
- 1985年（昭和60年） 北海道大学停年退官。北海道大学名誉教授。北海学園北見女子短期大学教授
- 1988年（昭和63年） 釧路公立大学初代学長
- 1996年（平成8年） 釧路公立大学退官
- 2004年（平成16年） リンパ腫のため死去[2]

## 受賞歴
- 勲二等瑞宝章（1996年（平成8年））

## 著作
- 『農業財政投資効果論』（北海道大学農学部、1962年）
- 黒柳俊雄と共著『恵庭町における農業生産の基本問題 : 経済動態分析による解明』（恵庭町農業協同組合、1963年）
- 黒柳俊雄と共著『農政の経済分析』（明文書房、1981年）